# Durach
Durach è un comune tedesco di 6 584 abitanti, situato nel land della Baviera.